# 八代郡 (甲斐国)
- 令制国一覧 > 東山道 > 甲斐国 > 八代郡
- 日本 > 中部地方 > 山梨県 > 八代郡

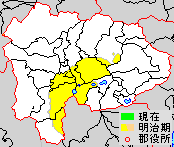
山梨県八代郡の範囲

八代郡（やつしろこおり/ぐん）は、山梨県（甲斐国）にあった郡。

## 郡域
消滅時の郡域は下記の区域にあたるが、行政区画として画定されたものではない。
- 笛吹市の大部分（春日居町小松・春日居町国府・春日居町鎮目・春日居町山崎・春日居町松本以北を除く）
- 甲府市の一部（笛吹川以南）
- 甲州市の一部（勝沼町上岩崎・勝沼町下岩崎・勝沼町藤井・大和町日影・大和町田野・大和町木賊）
- 中央市の一部（笛吹川以南）
- 南都留郡富士河口湖町の一部（西湖・精進・本栖・富士ヶ嶺）
- 南巨摩郡身延町の一部（富士川以東）
- 南巨摩郡南部町の一部（富士川以東）
- 南巨摩郡富士川町の一部（富士川以東）

## 概要
巨麻郡（巨摩郡）、山梨郡、都留郡とともに甲斐四郡とも呼ばれ、巨摩郡、山梨郡とともに甲府盆地に存在する国中三郡のひとつであった。甲府盆地南縁から甲斐南部の山岳地帯にあたり、北部を山梨郡、西部を巨摩郡、東部を都留郡、南部を駿河国と接する。山梨郡と同じく甲斐国の国府が置かれていた。なお『拾芥抄』では山代郡と記載されている。八代郡の郡名は山代郡がなまったものと推測されている。

## 近世までの歴史
古代の律令制下では地方制度として国郡制が施行され、甲斐国では八代郡を含む四郡が設置される。八代郡に関する初見史料は『続日本紀』神護景雲2年（768年）5月28日条とされる。
郡域のうち白井郷に比定される甲府盆地南部の曽根丘陵は甲斐銚子塚古墳をはじめとする畿内の影響を受けた古墳前期の大型古墳が分布している地域で、伝統的勢力の根拠地である。古墳時代後期の甲府盆地においては、盆地南部の伝統的勢力の衰退後に盆地各地へ古墳の分布が拡散し、6世紀後半段階では盆地東西に二大勢力が出現する。八代郡域にあたる笛吹市御坂町井之上には盟主とされる姥塚古墳を築造した勢力と、巨摩郡域にあたる甲府市千塚の加牟那塚古墳を盟主とする勢力が対峙していた構造が指摘されている。
7世紀には山梨郡域にあたる笛吹市春日居地区において白鳳期の古代寺院である寺本廃寺（寺本古代寺院）を創建する勢力が出現しているが、国郡編成にあたり盆地赤口の在地勢力が立郡に携わっていた可能性が考えられている。
八代郡の郡衙所在地は不明であるが、八代郡衙については笛吹市八代町高家を「郡家」が訛化したものであるとする説があるほか、同市八代町米倉には屯田・屯倉跡が存在したという伝承があり、同市八代町永井の瑜伽寺には奈良時代の塑像片が伝来し、境内からは同時期の布目瓦が出土していることから周辺は八代郡における政治的中心地であったと考えられている。
古代甲斐国においては山梨郡が政治的中心地であったと考えられており、山梨郡山梨郷に比定される笛吹市春日居地区には寺本廃寺や官衙遺跡が分布し条里制地割も見られることから、国府所在地であったと推定されている。一方、『和名類聚抄』（以下『和名抄』）においては国府所在地を八代郡としており、八代郡八代郷に比定される笛吹市御坂町国衙はその遺称地であると考えられている。御坂町国衙は八代郡と山梨郡井上郷との郡境付近に比定されることからも、春日居地区を前期国府、御坂町国衙を後期国府とし、前者から後者へ移転された可能性が考えられている。
平安時代後期には10世紀初頭に成立し、国中三郡に田地が分布していた市河荘が存在し、中世には石和流武田氏の本拠であった石和御厨や金沢流北条氏領であったと考えられている石和荘、天皇家領の青島荘、古代には在庁官人三枝氏の基盤であった八代荘のほか、向山荘や石橋荘、井上荘などの存在が見られる。
『和名抄』国郡部においては「八代」は「夜豆之呂」と訓じられ、郡域は旧東八代郡・西八代郡全域から南巨摩郡身延町、南部町の富士川左岸、富士河口湖町の西湖付近までが比定されている。八代郷、長江郷、白井郷、沼尾郷、川合郷の5の管郷を持っている。

### 式内社
『延喜式』神名帳に記される郡内の式内社。
| 神名帳 | 神名帳 | 神名帳 | 神名帳 | 比定社 | 比定社 | 比定社 | 集成 |
| 社名   | 読み   | 格     | 付記   | 社名   | 所在地 | 備考   | 集成 |
| ------ | ------ | ------ | ------ | ------ | ------ | ------ | ---- |
| 八代郡 |        |        |        |        |        |        |      |
|        |        |        |        |        |        |        |      |

## 近世以降の沿革
所属町村の変遷は東八代郡#郡発足までの沿革、西八代郡#郡発足までの沿革をそれぞれ参照
- 「旧高旧領取調帳」に記載されている明治初年時点での支配は以下の通り。（183村）
  - 後の東八代郡域（103村） - 石和代官所、市川代官所、田安徳川家領
  - 後の西八代郡域（80村） - 市川代官所、田安徳川家領
- 慶応4年
  - 5月24日（1868年7月13日） - 田安徳川家が立藩して田安藩となる。
  - 9月4日（1868年10月19日） - 石和代官所・市川代官所の管轄地がそれぞれ石和県・市川県の管轄となる。
  - 10月28日（1868年12月11日） - 田安藩領を除く全域が甲斐府の管轄となる。
- 明治2年
  - 7月20日（1869年8月27日） - 甲斐府が甲府県に改称。
  - 12月26日（1870年1月27日） - 田安藩が廃藩。
- 明治3年
  - 旧・田安藩領が正式に甲府県の管轄となる。
  - 11月20日（1871年1月10日） - 甲府県が山梨県に改称。
- 明治4年（1871年）から明治9年（1876年）にかけて町村の再編が行われる。（77村）
- 明治11年（1878年）12月19日 - 郡区町村編制法の山梨県での施行により、鵜飼村など42村の区域に東八代郡、市川大門村など35村の区域に西八代郡がそれぞれ行政区画として発足。同日八代郡消滅。